# ایست داگلاس (ماساچوست)
ایست داگلاس (به انگلیسی: East Douglas) یک منطقهٔ مسکونی در ایالات متحده آمریکا است که در شهرستان ووستر، ماساچوست واقع شده‌است. ایست داگلاس ۹٫۱ کیلومتر مربع مساحت و ۲٬۵۵۷ نفر جمعیت دارد و ۱۲۴ متر بالاتر از سطح دریا واقع شده‌است.